# 홉신
마커스 재멀 홉신(Marcus Jamal Hopson, 1985년 7월 18일 ~ )은 홉신(Hopsin)이라는 이름으로 잘 알려진 미국의 래퍼이다.그는 주로 호러코어하고 하드한 음악스타일이며 블랙에미넴이라 불리기도 한다.
미국 언더그라운드에서 활동하면서도 꽤 많은 팬을 보유하고 있다.그는 2007년에 Ruthless와 계약했다가 2년만에 자신의 크루가 원형이었던 Funk Volume과 계약한다.그 후 2016년에 불화로 인해 자신이 세윘던 레이블을 탈퇴하고 Undercover Prodigy와 계약하여 앨범을 준비중이다.